# Bratina Island
Bratina Island ist eine kleine Insel des Ross-Archipels. Sie liegt vom Ross-Schelfeis eingeschlossen an der Nordspitze der Brown-Halbinsel vor der Scott-Küste des ostantarktischen Viktorialands.
Das Advisory Committee on Antarctic Names benannte sie 1963 nach Joseph H. Bratina (1914–2006), leitender Flugzeugmaschinist der Flugstaffel VX-6 auf der McMurdo-Station von 1958 bis 1959, von 1960 bis 1961 und von 1961 bis 1962.